# Fideus a l'estil de Singapur
Els fideus a l'estil de Singapur són un plat de fideus d'arròs saltats i condimentats amb curri, brots de mongeta, salsa de soia i bitxo en rodanxes. Se serveixen com a plat vegetarià o acompanyat de trossets de pollastre, vedella i gamba.

## Origen
El plat apareix al menú de gairebé tots els restaurants d'estil xinès (principalment cantonesos) a Hong Kong, així com en els de Singapur, essent el plat també molt popular en la cuina anglesa, australiana i xino-americana. És important assenyalar que no procedeixen de Singapur, basant-se el seu nom en l'estereotip que la cuina singapuresa sol ser picant. La recepta podria haver estat inventada per algun restaurador emprenedor ansiós de donar un toc d'exotisme al seu menú. Plats de fideus picants saltejats, tanmateix, són típics de la cuina del sud de la Xina i de Singapur.